# Kajyngdy (góry)
Kajyngdy (kirg.: Кайыңды кырка тоосу, Kajyngdy kyrka toosu; ros.: хребет Каинды-Катта, chriebiet Kaindy-Katta) – pasmo górskie w Tienszanie Centralnym, w Kirgistanie, w dorzeczu Sarydżazu. Rozciąga się na długości ok. 65 km. Najwyższy szczyt wznosi się na wysokość 5784 m n.p.m. (według innych danych 5721 m n.p.m.). Pasmo zbudowane jest z wapieni i łupków metamorficznych. Występują wieczne śniegi i liczne lodowce górskie, szczególnie na wschodzie. Zbocza są skaliste, pokryte rumowiskami. U zachodnich podnóży znajduje się półpustynia wysokogórska.